# Cilowong
Cilowong is een bestuurslaag in het regentschap Serang van de provincie Banten, Indonesië. Cilowong telt 7282 inwoners (volkstelling 2010).